# Ozerain
Der Ozerain [ozʁɛ̃] ist ein Fluss in Frankreich, der im Département Côte-d’Or in der Region Bourgogne-Franche-Comté verläuft. Er entspringt im Gemeindegebiet von Saint-Mesmin, entwässert generell Richtung Nord bis Nordwest und mündet nach rund 36 Kilometern im Gemeindegebiet von Mussy-la-Fosse als rechter Nebenfluss in die Brenne.

## Orte am Fluss
(Reihenfolge in Fließrichtung)
- Saint-Mesmin
- Chevannay
- Villy-en-Auxois
- Jailly-les-Moulins
- Flavigny-sur-Ozerain
- Alise-Sainte-Reine